# 괴월
괴월(蒯越, ? ~ 214년)은 중국 후한 말 유표 휘하의 정치인이다. 자는 이도(異度)이며 형주 남군 중려현(中廬縣) 사람이다. 전한 한신의 부하 괴철의 후손이다. 괴량과의 관계는 알 수 없다. 형주의 명사로서 형주목 유표를 도와 혼란을 수습하고 평화를 추구하였다. 조조는 형주를 손에 넣으면서 괴월을 치켜세웠다.

## 생애

### 혼란에 휩싸인 형주
대장군 하진이 명성을 듣고 등용하여 그 동조연(東曹掾)이 되었다. 환관들을 제거하라는 진언을 올렸으나 하진이 머뭇거리자 그의 어두운 미래를 예견하고 여양현령(汝陽―)으로 내려갔다. 190년(초평 원년) 반동탁 연합군이 궐기하여 후장군 원술이 남양의 병력을 끌어갔다. 장사군에서는 소대(蘇代)가 일어나 패우(貝羽)를 화용현장(華容―)으로 삼는 등 장강 이남의 토호들도 저마다 할거하였다. 형주자사 왕예는 이미 손견에게 살해당했다. 그 후임 유표는 군대가 없어서 장강 이남에 있는 형주의 주도(州都) 무릉군 한수현(漢壽縣)으로 내려가지 못하고, 홀로 남군 의성현(宜城縣)으로 들어가 괴량, 괴월, 채모를 청한 후 그 대책을 토의하였다.

### 구범의 책략
유표는 토호들이 원술과 손잡을 것을 우려했는데 병사들마저 잘 모이지 않았다. 이에 괴량은 인의지도를 행한다면 물이 아래로 흐르듯 저절로 백성들이 돌아올 것이라고 한 반면, 괴월은 치세에는 인의, 난세에는 권모를 앞세우는 것이라고 하였다. 이어서 “제게 똑똑한 부하가 있어서 이로 하여금 이익을 보여 꼬신다면 각 우두머리들이 무리를 이끌고 올 것입니다. 그중에 무도한 자는 처단하고 나머지는 위무하고 등용한다면 그 위엄과 덕망이 주에 퍼져 반드시 사람들이 몰려와 귀부할 것입니다. 그 병사로 남쪽으로는 강릉(江陵, 지금의 후베이성 징저우 구)을 점거하고 북쪽으로는 양양을 지킨다면 가히 격문을 돌리는 것만으로도 형주를 평정할 수 있습니다. 원술은 오더라도 방도가 없을 것입니다.”라고 말하였다.
유표는 괴량의 발언은 옹계(雍季)의 구상이고 괴월의 계책은 구범(臼犯)의 꾀, 즉 괴량은 장기 대책, 괴월은 단기 대책이라 평하며 괴월로 하여금 각 토호의 우두머리들을 유인하게 한 후 모두 참하고 그 휘하 무리를 흡수하였다. 오직 장호(張虎)와 진생(陳生)만이 양양을 끼고 버텼는데 괴월과 방계(龐季)가 타이르니 항복하였다. 강남 일대를 평정한 공으로 번정후(樊亭侯)에 봉해지고 장릉태수(章陵―)가 되었다.

### 조조에게 항복하다
원소와 조조가 격돌할 무렵 조조에게 귀부할 것을 별가(別駕) 유선, 종사중랑(從事中郞) 한숭과 함께 권하였다. 유표는 받아들이지 않았다. 208년(건안 13년) 조조가 형주로 남하하기 시작했다. 마침 유표가 병으로 세상을 떠나고 둘째 아들 유종이 뒤를 이었다. 조조에게 항복하는 것을 못마땅해 하는 유종을 한숭, 동조연 부손 등과 함께 설득했다. 결국 유종은 조조에게 굴복하였고 괴월은 광록훈을 받았다. 214년 사망하며 조조에게 집안을 부탁하였다.

## 평가
으뜸가는 호걸로서 지략이 충만하고 위풍당당하였다. 조조는 순욱에게 형주를 얻은 것보다 괴월을 얻은 것이 더 기쁘다고 하였다.

## 삼국지연의
사서가 아닌 소설 《삼국지연의》에서는 괴량의 동생으로 나온다. 손견이 전국새와 야망을 품에 숨기고 반동탁 연합군에서 나와 강동으로 돌아갈 때 유표의 명령을 받고 채모와 함께 손견을 막아 공격한다. 유표에게 의탁하고 있던 유비가 장무(張武)와 진손(陳孫)을 토벌하고 취한 말 적로를 유표에게 바친다. 괴월은 주인을 해칠 말이라면서 유표에게 타지 말라고 한다. 유비가 훗날 화가 될 것이라 여긴 채모는 유비 암살을 준비하고 유표의 명령이라 속여 괴월을 동참시킨다. 괴월은 문빙과 왕위로 하여금 다른 자리를 마련해 조운을 유비로부터 떼어놓으라 제안한다. 유비는 이적의 귀띔으로 무사히 빠져나와 적로를 타고 단계(檀溪)를 뛰어넘는다. 조조에게 항복할 것을 부손, 왕찬과 함께 유종에게 권하고, 이후 강릉태수와 번성후(樊城侯)를 받는다.

## 같이 보기
- 삼국지 인물 목록

## 참고 문헌
- 《부자》(傅子) ; 배송지 주석, 《삼국지》6권 위서 제6 유표에서 인용
- 《후한서》74권下 열전 제64下 유표